# ヨーゼフ・ルートヴィヒ・ラーベ

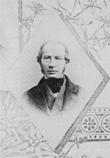
ジョセフ・ルートヴィヒ・ラーベ

ヨーゼフ・ルートヴィヒ・ラーベ(Joseph Ludwig Raabe、1801年5月15日、ブロディ(ガリツィア)– 1859年1月22日、チューリッヒ(スイス) )は、スイスの数学者である。

## 生涯
彼の両親が非常に貧しかったうえに、ラーベは私的なレッスンをしていたため、非常に早い年齢から自身の生活費を稼ぐことを余儀なくされた。彼は、オーストリアウィーンのポリテクニックで1820年に数学を勉強し始めた。1831年秋に、彼はチューリッヒに引っ越した。そこで彼は1833年に数学教授の職を得た。1855年彼は、新しく設立されたスイスのポリテクニックで教授になった。
彼の業績としては、ラーベの収束判定法がある。これは、ダランベールの収束判定法の拡張であり、無限級数が収束級数か発散級数を判定出来る。彼はまた、ガンマ関数の自然対数に関する定積分であるラーベ積分において、その名が知られている。
{\displaystyle \int _{a}^{a+1}\log \Gamma (t)\,\mathrm {d} t={\tfrac {1}{2}}\log 2\pi +a\log a-a,\quad a\geq 0.}